# Fefe Dobson
Fefe Dobson (właściwie Felicia Lynn Dobson, ur. 28 lutego 1985 w Toronto, Kanada) – kanadyjska piosenkarka i autorka tekstów piosenek.

## Dyskografia

### Albumy
| Album              | Pozycja na liście | Pozycja na liście | Certyfikacje |
| Album              | US                | US Heat           | Certyfikacje |
| ------------------ | ----------------- | ----------------- | ------------ |
| Fefe Dobson (2003) | 67                | 1                 | MC: Platyna  |
| Joy (2010)         | —                 | —                 |              |

### Single
| Singiel                        | Rok  | Pozycja na liście przebojów | Pozycja na liście przebojów | Pozycja na liście przebojów | Pozycja na liście przebojów | Album       |
| Singiel                        | Rok  | CAN                         | UK                          | US                          | US Pop                      | Album       |
| ------------------------------ | ---- | --------------------------- | --------------------------- | --------------------------- | --------------------------- | ----------- |
| "Bye Bye Boyfriend"            | 2003 | 8                           | —                           | —                           | —                           | Fefe Dobson |
| "Take Me Away"                 | 2003 | 20                          | —                           | 87                          | 25                          | Fefe Dobson |
| "Everything"                   | 2004 | —                           | 42                          | —                           | 39                          | Fefe Dobson |
| "Don't Go (Girls and Boys)"    | 2004 | 9                           | —                           | —                           | —                           | Fefe Dobson |
| "Don't Let It Go to Your Head" | 2005 | —                           | —                           | —                           | —                           | Sunday Love |
| "This Is My Life"              | 2006 | —                           | —                           | —                           | —                           | Sunday Love |
| "Ghost"                        | 2010 | 14                          | —                           | —                           | —                           | Joy         |
| "Stuttering"                   | 2010 | 10                          | —                           | —                           | 39                          | Joy         |
| "Can't Breathe" (z Orianthi)   | 2011 | 19                          | —                           | —                           | —                           | Joy         |
| "Legacy"                       | 2013 | —                           | —                           | —                           | —                           | —           |
| "In Better Hands"              | 2014 | —                           | —                           | —                           | —                           | —           |
| "Save Me from LA"              | 2018 | —                           | —                           | —                           | —                           | TBA         |

#### Charytatywne single
| Singiel | Rok  | Pozycja na liście | Pozycja na liście |
| Singiel | Rok  | CAN               | UK                |
| --- | ---- | ----------------- | ----------------- |
| "Forever in Our Hearts" (z Brian McKnight, Mýa, Nate Dogg, Sonny Sandoval, Jacoby Shaddix, Pete Loeffler, Ben Jelen i Ben Moody) | 2005 | —                 | —                 |
| Wavin’ Flag (z Young Artists for Haiti)                                                                                          | 2010 | 1                 | 89                |